# St Agnes, Scillyöarna
St Agnes är en ö och civil parish i Storbritannien.   Den ligger i Scillyöarna och riksdelen England, i den södra delen av landet, 500 km väster om huvudstaden London. Arean är 1,2 kvadratkilometer.
Terrängen på St Agnes är mycket platt. Öns högsta punkt är 24 meter över havet. Den sträcker sig 1,8 kilometer i nord-sydlig riktning, och 1,3 kilometer i öst-västlig riktning.